# Bronkow
Bronkow [ˈbʁɔŋkoː] (niedersorbisch Bronkow) ist eine Gemeinde im Landkreis Oberspreewald-Lausitz in Brandenburg und Teil des Amtes Altdöbern.

## Gemeindegliederung
Zur Gemeinde zählen die Ortsteile Lipten (niedersorbisch Libeśin) und Lug (Ług) sowie die bewohnten Gemeindeteile Rutzkau (Cernjow) und Saadow (Žadow) und die Wohnplätze Amandusdorf und Forsthaus Lipten.

## Geschichte

### Ortsgeschichte
Die erste urkundliche Erwähnung des Dorfes Bronkow erfolgte am 24. Januar 1495 als Proncko. Im Oktober 1527 tauchen die Ortsbezeichnungen Brancko und Brangko auf. Der aus dem Sorbischen stammende Ortsname wird als Siedlung eines Mannes mit dem Namen Bronek gedeutet. Bronkow wurde ursprünglich als Sackgassendorf angelegt.
Bronkow war bis mindestens 1531 im Besitz der Herren von Kalckreuth und später der Herren von Loeben. 1635 kamen das Markgraftum Niederlausitz und mit ihm das Dorf Bronkow an das Kurfürstentum Sachsen. Ab 1637 waren die Herren von Klitzing Besitzer von Bronkow. Im Jahr 1708 lebten im Ort ein Bauer, acht Kossäten und ein Büdner. 1710 kam das Dorfpatronat kurzzeitig wieder an die Herren von Loeben und danach an die Adelsfamilie von Britzke, die knapp über 100 Jahre lang im Besitz des Ortes blieben. 1723 lebten in Bronkow ein Bauer, acht Kossäten und fünf Büdner; im Jahr 1755 hatte das Dorf 210 Einwohner. Die bereits im 14. Jahrhundert errichtete Dorfkirche war eine Tochterkirche von Calau. Das Kurfürstentum Sachsen wurde 1806 zum Königreich erhoben.
Durch die Bestimmungen des Wiener Kongresses kam Bronkow zur Provinz Brandenburg im Königreich Preußen. Bei der Gebietsreform 1816 wurde der Ort dem Landkreis Calau im Regierungsbezirk Frankfurt zugeordnet. Etwa um 1828 kam Bronkow in den Besitz einer Familie Schütz, die den Ort bald an die Familie von Normann weiter veräußerte. 1846 hatte Bronkow 222 Einwohner, bei der Volkszählung am 1. Dezember 1871 wurden 240 Einwohner gezählt. Zu Beginn des 20. Jahrhunderts hatte die Landgemeinde Bronkow 145 und der Gutsbezirk 104 Einwohner. Im Jahr 1928 wurden die Landgemeinde und der Gutsbezirk zusammengeschlossen.
Nach dem Ende des Zweiten Weltkrieges wurde Bronkow Teil der Sowjetischen Besatzungszone, wo die Gemeinde zum Land Brandenburg gehörte. Am 1. Juli 1950 wurde der Landkreis Calau neu zugeschnitten und in Landkreis Senftenberg umbenannt. Bei der DDR-Kreisreform am 25. Juli 1952 wurde Bronkow dem neu gebildeten Kreis Calau zugeordnet. Nach der Wiedervereinigung lag Bronkow zunächst im Landkreis Calau in Brandenburg, wo sie sich im Jahr 1992 mit mehreren Gemeinden der Landkreise Calau und Senftenberg zum Amt Altdöbern zusammenschloss. Seit der Kreisreform in Brandenburg am 6. Dezember 1993 gehört Bronkow zum Landkreis Oberspreewald-Lausitz.

### Eingemeindungen
Am 1. Juli 1965 wurde Saadow nach Bronkow eingemeindet, die Eingemeindung von Rutzkau erfolgte am 1. Februar 1972. Im Zuge einer umfangreichen Gemeindegebietsreform im Land Brandenburg schlossen sich Bronkow und die Nachbargemeinden Lipten und Lug am 26. Oktober 2003 zu der neuen Gemeinde Bronkow zusammen.

## Bevölkerungsentwicklung
| Jahr | Einwohner |
| ---- | --------- |
| 1875 | 258       |
| 1890 | 228       |
| 1910 | 272       |
| 1925 | 253       |
| 1933 | 254       |
| 1939 | 344       |

| Jahr | Einwohner |
| ---- | --------- |
| 1946 | 379       |
| 1950 | 369       |
| 1964 | 270       |
| 1971 | 396       |
| 1981 | 422       |
| 1985 | 400       |

| Jahr | Einwohner |
| ---- | --------- |
| 1990 | 414       |
| 1995 | 358       |
| 2000 | 391       |
| 2005 | 692       |
| 2010 | 628       |
| 2015 | 601       |

| Jahr | Einwohner |
| ---- | --------- |
| 2020 | 569       |
| 2021 | 562       |
| 2022 | 542       |
| 2023 | 530       |
| 2024 | 527       |

Gebietsstand des jeweiligen Jahres, Einwohnerzahl: Stand 31. Dezember (ab 1991) von 2011 bis 2021 auf Basis des Zensus 2011, ab 2022 auf Basis des Zensus 2022

## Politik

### Gemeindevertretung
Die Gemeindevertretung der Gemeinde Bronkow besteht aus acht Mitgliedern und dem ehrenamtlichen Bürgermeister. Die Kommunalwahl am 9. Juni 2024 führte bei einer Wahlbeteiligung von 78,8 % zu folgendem Ergebnis:
| Wählergruppe                   | Stimmenanteil | Sitze |
| ------------------------------ | ------------- | ----- |
| Wählergruppe Bronkow           | 35,0 %        | 3     |
| Wählergruppe Lug               | 21,5 %        | 2     |
| Wählergruppe „Wir für Lipten!“ | 21,4 %        | 2     |
| Wählergruppe Saadow I          | 13,5 %        | 1     |
| Einzelbewerber Stefan Müller   | 08,6 %        | –     |

In den Ortsteilen Lipten und Lug sind zusätzlich gewählte Ortsbeiräte tätig.

### Bürgermeister
- 1998–2003: Monika Meyer (Wählergruppe Bronkow)[11]
- 2003–2008: Klaus-Herbert Häßler (Einzelbewerber)[12]
- 2008–2014: Frank Albrecht (Wählergruppe Lipten)[13]
- 2014–2024: Martina Möller (Wählergruppe Bronkow)[14]
- seit 2024: Christian Pompsch (Wählergruppe Bronkow)

Pompsch wurde in der Bürgermeisterwahl am 9. Juni 2024 ohne Gegenkandidaten mit 79,5 % der gültigen Stimmen für eine Amtszeit von fünf Jahren gewählt.

## Sehenswürdigkeiten und Kultur

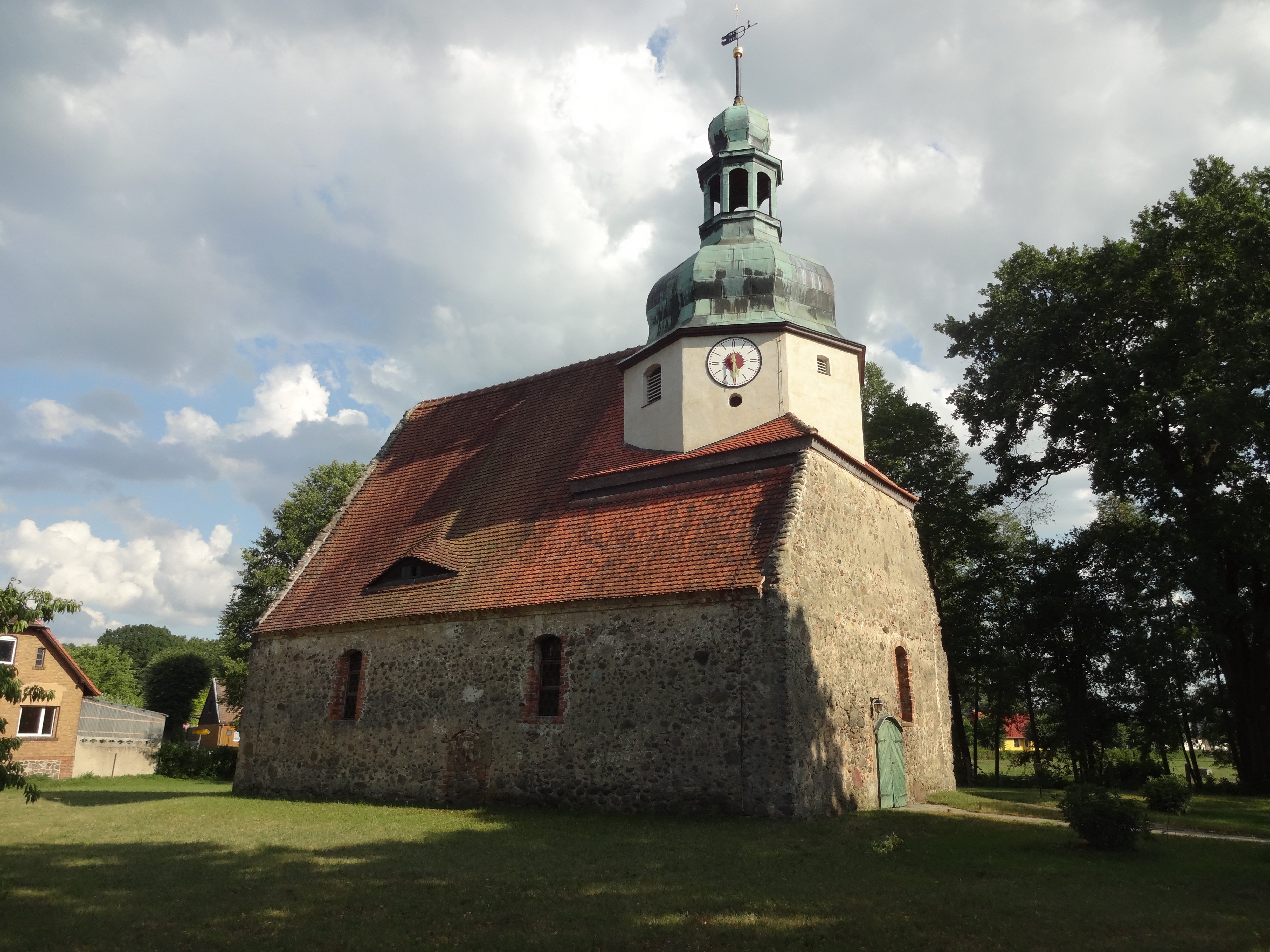
Dorfkirche Bronkow

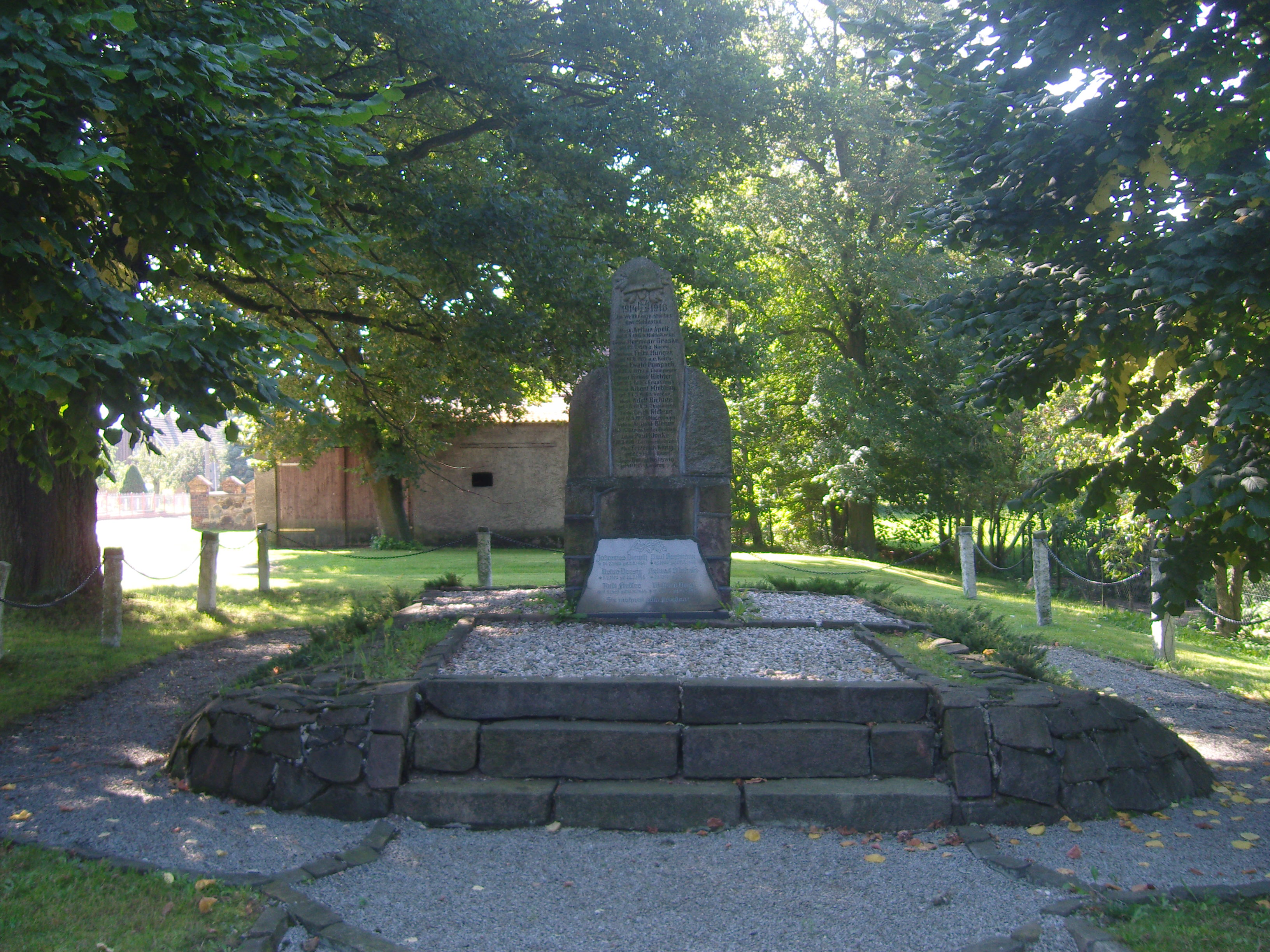
Gefallenendenkmal

In der Liste der Baudenkmale in Bronkow und in der Liste der Bodendenkmale in Bronkow stehen die in der Denkmalliste des Landes Brandenburg eingetragenen Denkmale.
Bei der Bronkower Dorfkirche handelt es sich um einen in der ersten Hälfte des 14. Jahrhunderts errichteten frühgotischen Saalbau aus Back- und Feldsteinen. Ein bemerkenswertes Ausstattungsstück ist ein mit Wappen versehener Taufengel, der inschriftlich aus dem Jahre 1758 stammt. In der Kirche ist eine Orgel zu finden, die um 1885 der Neuzeller Orgelbaumeister Robert Uibe schuf.
Auf dem Dorfanger befindet sich ein Gefallenendenkmal für die im Ersten und Zweiten Weltkrieg gefallenen Dorfbewohner in Form einer Stele. Das Denkmal steht in einer Grünanlage und ist umfriedet. An der Front des Denkmals ist die Inschrift „1914 – 1918 – Im Weltkriege starben den Heldentod:“ eingelassen. Darunter folgen die Namen und Lebensdaten der Gefallenen.
An der unteren Front des Denkmals lehnt eine Tafel zum Gedenken an die Gefallenen des Zweiten Weltkriegs. Unter den Namen der Gefallenen befindet sich die Inschrift: „Sie mahnen zum Frieden!“
Flugplatz Bronkow
Der Militärflugplatz Bronkow wurde in den Jahren 1936 und 1937 errichtet. Neben den beiden Pisten wurden Baracken für circa zweihundert Soldaten errichtet. Des Weiteren verfügte der Platz über einen Gleisanschluss der Deutschen Reichsbahn nach Altdöbern.
Gute Hoffnung
1872 meldete der Bankier Ludwig Lehmann zu Halle die Grube „Gute Hoffnung“ an, der zeitweise Betrieb wurde hauptsächlich für die Spirituosenbrennerei und eine benachbarte Ziegelei genutzt.

## Verkehr
Bronkow liegt an der Landesstraße L 55 zwischen Calau und Wormlage (B 96). Die L 61 nach Lieskau beginnt in der Gemeinde. Durch das Gemeindegebiet führt die A 13 Berlin–Dresden mit der Anschlussstelle Bronkow.